# 擂鼓镇 (北川县)
擂鼓镇，是中华人民共和国四川省绵阳市北川羌族自治县下辖的一个乡镇级行政单位。

## 行政区划
擂鼓镇下辖以下地区：
擂鼓社区、擂鼓村、茨沟村、建新村、胜利村、银定村、柳林村、石岩村、麻柳湾村、猫儿石村、茶坊村、楠竹村、大田村、五星村、双流村、方早村、安治村、南华村、桥楼村、元兴村、跋山村、陈山村、大安村、田坝村、田坪村、郭牛村、许家沟村、龙头村、坪上村、盖头村和河道村。